# Sedranki
Sedranki (dawniej niem. Seedranken) – wieś w Polsce położona w województwie warmińsko-mazurskim, w powiecie oleckim, w gminie Olecko. W latach 1975–1998 miejscowość administracyjnie należała do województwa suwalskiego.
W lecie 2017 sołtys wsi wraz z burmistrzem Olecka otworzył dla mieszkańców plażę wiejską w Sedrankach, wraz z wiatę ze stołami i pomostem pontonowym.
W Sedrankach odbywa się co roku Leśny Cross Niepodległości. W 2017 roku odbyła się jego 5 edycja.

## Historia
W Sedrankach był folwark domenialny (książęcy). W roku 1565 obszar folwarku wynosił 16 włók i 17 morgów. Miejscowość istniała już w 1576 roku. Dane z 1610 informują, że było w folwarku 37 koni, 159 sztuk bydła i 86 świń. W roku 1640 czynny był także w Sedrankach młyn z dwoma kamieniami młyńskimi. W XVII wieku, obowiązek szarwarku w folwarku domenialnym w Sedrankach mieli chłopi z okolicznych wsi: Jaśki, Duły, Olszewo, Łęgowo, Golubie, Raczki Wielkie, Dąbrowskie, Stożne, Monety, Judziki i Przytuły.
Zarówno folwark jak i okoliczne wsie zostały spalone podczas najazdu Tatarów hetmana Gosiewskiego (jesienią 1656). Zniszczenia musiały być znaczne skoro w roku 1683 znajdowały się w folwarku jedynie 3 konie, 52 sztuki bydła i 30 świń, na terenie okręgu tylko 71 włók było zasiedlonych, a 243,5 – puste. Zniszczenia spowodowały, że folwark korzystał dodatkowo z pracy mieszkańców innych wsi – Gordejki, Babki Oleckie, Dobki, Szarejki, Szeszki, Dybowo, Cichy, Wojnasy, Małe Olecko oraz dwóch miejscowości z powiatu ełckiego: Wierzbowo i Iwaśki.
Folwark książęcy oraz młyn wzmiankowane były w 1636 r.
W wieku XVII i XVIII była to wieś królewska, zarządzana przez władze skarbowe. W roku 1722 dzierżawił folwark w Sedrankach razem z młynem Georg Erdmann, pisarz miejski (mieszkał w Jaśkach). Posiadał także piwiarnię w Olecku i w Mieruniszkach oraz karczmę w Żelazkach koło Ostregokołu. Po ojcu domenę w Serdankach dzierżawił jego syn – Georg Ludwig, a po jego śmierci – wdowa, wreszcie kolejno mężowie córki – Karl Schultz i Karl Gustav von Sanden. W roku 1780 dzierżawcą był Abraham Hillmann i przez długie lata pozostają Serdanki w rękach rodziny Hellmann (von Lenski). Z rodziny tej wywodzi się m.in. Otto von Lenski – landrat olecki z połowy XIX wieku, jak też matka późniejszego generała Wehrmachtu – Theodora Tolsdorffa – Ilsa von Lenski, (wyszła za mąż za właściciela majątku Lenarty).
W XVIII władze skarbowe umieściły w Serdankach swoje agendy powiatowe.
W czerwcu 1807 roku przez Sedranki przejeżdżał generał Henryk Dąbrowski. W 1800 roku znajdował się tu nadal królewski majątek ziemski i siedziba urzędu domenialnego. Później wieś otrzymała urząd pocztowy i w roku 1875 dwuklasową szkołę.
Pod koniec XIX wieku domena w Sedrankach liczyła 695 ha.
Przed I wojną światową inwentarz żywy majątku stanowiły: 263 sztuki bydła, 450 owiec, 170 świń i 58 koni. Majątek został w tym czasie zelektryfikowany, a w jego skład wchodziła także gorzelnia. Młyn był własnością Maxa von Lenski. Majątek znacznie ucierpiał kolejny raz w czasie I wojny światowej: pałac został całkowicie spalony, znacznie zniszczone zostały zabudowania gospodarcze. Po wojnie domenę sedranecką przejęło Wschodniopruskie Towarzystwo Rolnicze w Królewcu, a jej zarządcą został Oskar Tolkmit. W 1922 roku znajdowały się w niej jeszcze 44 konie, 30 sztuk bydła i 20 świń. W kolejnych latach majątek został całkowicie rozparcelowany. Niektóre jej budynki sprzedano z przeznaczeniem na szkołę oraz na potrzeby nowych osadników (m.in. z tzw. „korytarza” pomorskiego, który przypadł Polsce na mocy Traktatu Wersalskiego). Nowi koloniści otrzymali po 32-90 morgów ziemi. W Sedrankach był jeszcze majątek Lasek (Lasek-Sedranki) – młyn z gospodarstwem rolnym.
W roku 1938 Sedranki liczyły 442 mieszkańców.

## Młyn w Sedrankach
Młyn wymieniany był już w pierwszej połowie XVII wieku, pod koniec wieku XVIII był w posiadaniu dziedzicznego dzierżawcy F. W. Webera. Później nabył go miejscowy radca Max von Lenski.
Latem 1758 roku wojska rosyjskie splądrowały i ograbiły młyn (spaliły także pobliskie Monety i Gorczyce).
Początkowo był to młyn wodny, potem zainstalowano silnik parowy, a w końcu silnik elektryczny. Do młyna należało 77 ha, z czego 66 gruntów rolnych. W roku 1922 należał on do Ilse Tolsdorff, która jako wdowa dwa lata później wyszła za mąż za Brunona Wachsmanna (starosta olecki). Ostatnią właścicielką młyna była Elisabeth Konietzko, której mąż, Alfred Konietzko, posiadał młyn w Olecku.
Pod koniec XX w. młyn został w części rozebrany i popadł w ruinę. Pod koniec 2018 roku rozpoczęły się pracę konserwatorskie i remontowe obiektu, który na obecny moment (styczeń 2020 roku) ma już wymieniony całkowicie dach i więźbę dachową.

## Lasek-Sedranki
Pod koniec 1704 roku ówczesny burmistrz Olecka, Albrecht Dzingel, otrzymał przy granicy z Łęgowem nad strumykiem Pluskwianką dwie włóki i 15 morgów z prawem wolnego połowu ryb na własne potrzeby w Jeziorze Sedraneckim. Po 6 latach wolnych od opłat miał płacić od dnia św. Marcina 1711 r. od każdej włóki po 10 marek czynszu. Niski wymiar czynszu miał być skutkiem złej jakości gleby na tym terenie. Gdyby zechciał hodować dodatkowo pszczoły, powinien zapłacić rocznie 30 szylingów od jednego ula.
Majątek w XIX wieku należał do rodziny von Lenski. Przed I wojną światową folwark nazywany wtedy Mały Lasek obejmował 120 ha ziemi, z czego 6 ha lasu, posiadał 12 koni, 2 woły, 49 sztuk bydła, 40 owiec i 20 świń. Gospodarstwo wyposażone było w młocarnię, piłę tarczową i młyn z napędem silnikowym uruchamianym siłą wiatru. W czasie I wojny światowej wojska rosyjskie splądrowały i zniszczyły majątek. Po wojnie został odbudowany i był w posiadaniu rodziny Dziengelów. Zniszczenia z okresu II wojny światowej były jeszcze większe, bo po majątku nie został nawet ślad. Osada nie istnieje obecnie, ani nie zachowała się nazwa.

## Cmentarze
- cmentarz wiejski z małą kaplicą żałobną położony nieopodal wsi.
- cmentarzyk rodziny von Lenski.
- cmentarz z lat 1944–1945, gdzie chowano żołnierzy niemieckich zmarłych w lazaretach wojskowych oraz tych, którzy polegli i chcieli spocząć w ojczystych stronach. Ten cmentarz zlokalizowano na łące, gdzie jeszcze w latach trzydziestych rozpalano sobótkowe ogniska świętojańskie.
- miejsce pochówku (wzgórze położone po lewej stronie szosy prowadzącej w kierunku Gołdapi), gdzie pochowani byli żołnierze francuscy w 1813 roku w czasie odwrotu z wyprawy napoleońskiej do Rosji.
- niewielki cmentarz znajdował się także na terenie majątku ziemskiego Lasek.
- cmentarz ewangelicki funkcjonujący od początku XVII do połowy XIX wieku. Został on odkryty podczas budowy obwodnicy Olecka w 2011, na jego terenie znajduje się grobowiec Abrahama Hillmanna (zm. 1794)[6]

## Nazwy geograficzne związane z Sedrankami
(nazwy wynotował Gustaw Leyding-Mielecki)
- Jezioro Sedraneckie, Kruska (Kruska See, Seedranker See), jezioro, na zachód od wsi Sedranki. Aż do drugiej połowy XIX wieku Jezioro Sedraneckie, nazywane było jeziorem Lassek i stanowiło geograficznie jeden wspólny akwen z tą jego częścią, która oddzielona została od niego w latach siedemdziesiątych, kiedy rozpoczęto budowę linii kolejowej z Insterburga do Ełku. Obecnie ta odcięta część znajduje się między linią kolejową a droga do Olecka (na mapie nie ma nazwy też zbiornik wodny).

Ze wschodniej zatoki Jeziora Sedraneckiego (obecnie odcięta i stanowiąca samodzielny zbiornik) przez śluzę przy młynie i rzeką Legą woda odpływa stąd do Jeziora Oleckiego Wielkiego. Z kolei strumień (Pełka), płynący z północy dla celów energetycznych pracującego młyna, kierując nurt strumienia powyżej zapory młyńskiej. Kiedy 1 stycznia 1869 roku uruchomiono śluzę, zwierciadło wody obniżyło i na środku dawnej zatoki jeziora wyłoniła się wyspa pokryta pniami starych drzew. Wywołało to duże zainteresowanie ówczesnych władz rejencji w Gąbinie. Polecono usunąć pnie z dna jeziora.
- Sedraneckie Lasy (Seedrankener Forst, Lycker Forst III), lasy, na północ od miasta Olecka, po obu stronach rzeki Lega.

- Sedraneckie Łąki (Seedraukener Wiesen), łąki, na wschód od wsi Możne

- Zedranki nazwa wsi pod którą występuje w "Słowniku geograficznym Królestwa Polskiego i innych krajów słowiańskich", 1895 r.